# Sakkolimpia

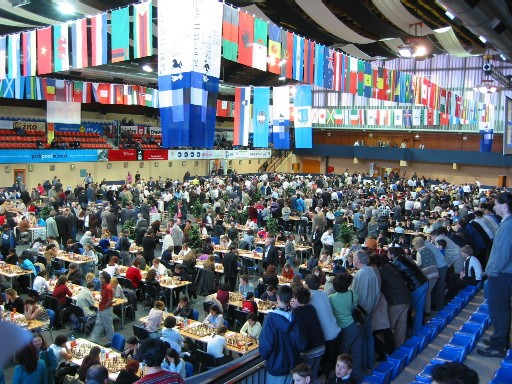
35. sakkolimpia, Bled, 2002. 2014 előtt itt nyert utoljára érmet a nyílt bajnokságon Magyarország.

A sakkolimpia kétévente rendezett nemzetközi sakkverseny, melyen a Föld országainak válogatottjai mérik össze tudásukat. Ez a legrangosabb nemzetek közötti verseny. A versenyt a Nemzetközi Sakkszövetség (FIDE) rendezi. A sportág legeredményesebb országa még mindig az 1991-ben felbomlott Szovjetunió.
A 2018-as sakkolimpiára Grúziában, Batumiban került sor. A 2020-as sakkolimpia a koronavírus-járvány miatt először 2021-re lett halasztva, majd elmaradt. 2022-ben az indiai Csennai, míg 2024-ben Budapest lesz a házigazda.

## Legeredményesebb szereplői
1952 óta a Szovjetunió, illetve felbomlása után Oroszország játszott domináns szerepet a sakkolimpiákon. A Szovjetunió, illetve Oroszország után öt-öt győzelemmel az Amerikai Egyesült Államok és Magyarország voltak a legeredményesebbek a sakkolimpiák történetében (de Magyarország kétszer nem hivatalos olimpián győzött).

### Magyarország: kiemelkedő eredmények

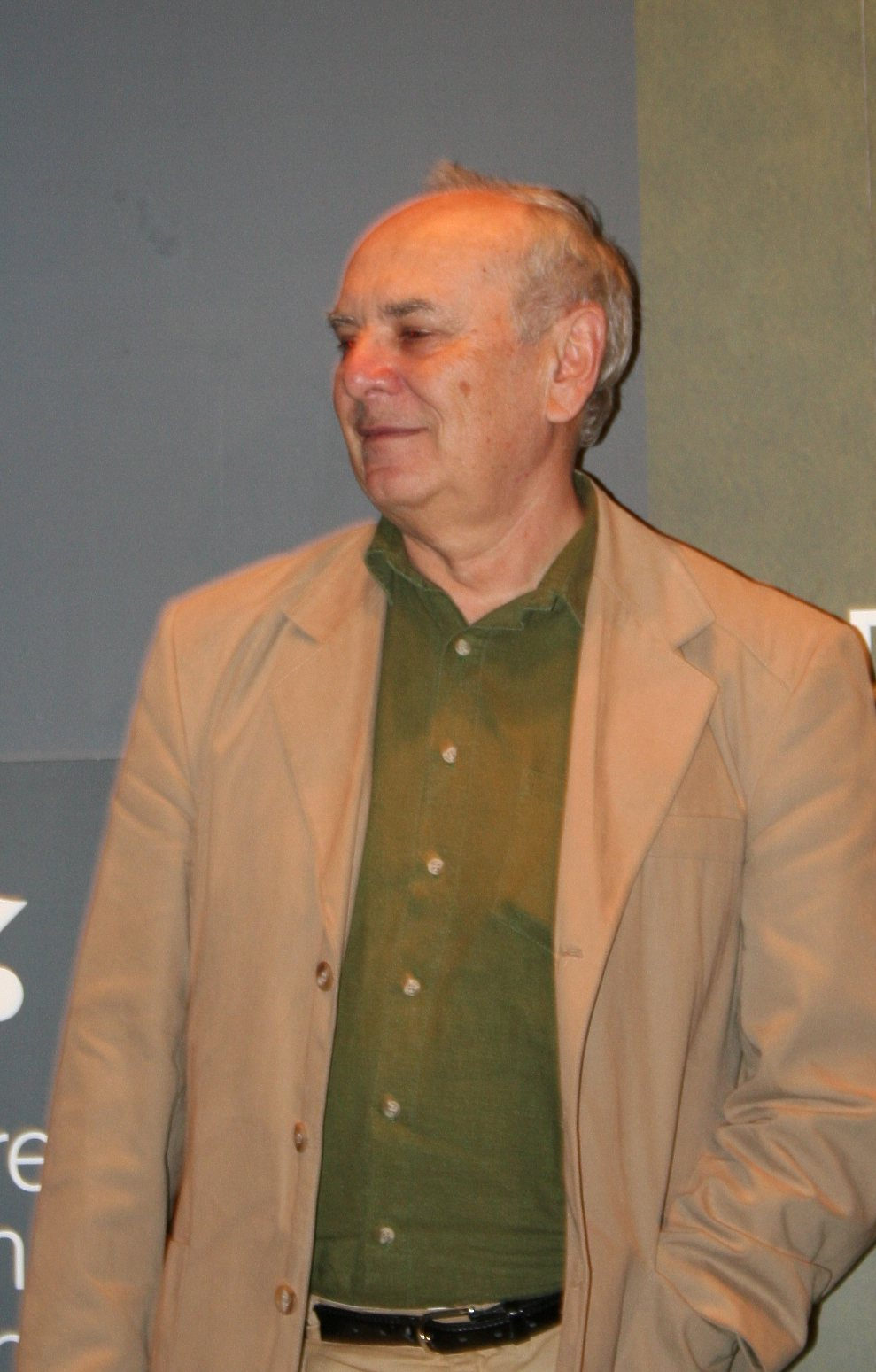
Portisch Lajos nagymester, az 1978-as bajnok magyar csapat elsőtáblása.

Az első két hivatalos sakkolimpiát Magyarország nyerte, 1927-ben és 1928-ban. A legendás győztes csapat tagjai: Maróczy Géza, Nagy Géza, Vajda Árpád, Havasi Kornél, Steiner Endre (Maróczy 1928-ban már nem játszott.) Ezt két nem hivatalos olimpia előzte meg, amelyek közül a másodikat 1926-ban Budapesten rendezték, és a hazai csapat győzelmét hozta. Azóta nem rendeztek Magyarországon sakkolimpiát. Az olimpiai sikert Magyarország még kétszer megismételte, az 1936-ban tartott nem hivatalos és az 1978-as hivatalos olimpián. A 3 arany mellett 7 ezüst és 2 bronzérem a magyar válogatott csapat eredménye. Az egyéni teljesítményekkel  8 arany, 12 ezüst és 12 bronzérmet szereztek sakkozóink. Az eddigi sakkolimpiák összesített eredményei alapján Magyarország csapata szerezte a legtöbb pontot, valamint a legtöbb mérkőzést is válogatottunk nyerte.
Portisch Lajos játszotta a legtöbb játszmát sakkolimpián (260-at), ő aratta a legtöbb győzelmet (121) és szerezte a legtöbb pontot (176,5).
Női csapatunk is többször kiválóan szerepelt: két alkalommal 1988-ban és 1990-ben aranyérmet szerzett a Polgár testvérekből, (Zsuzsa, Zsófi, Judit), valamint Mádl Ildikó által alkotott válogatottunk. E két aranyérem mellett még 5 ezüst és 2 bronzérem szerepel válogatott csapatunk eredménytablóján. Az egyéni teljesítményekkel 9 arany, 9 ezüst és 10 bronzérmet szereztek sakkozónőink. Magyarország női válogatott sakkcsapata nyerte az eddigi sakkolimpiák összesített eredményei alapján a legtöbb pontot, valamint a legtöbb mérkőzést is válogatottunk nyerte.

## Története

Paul Keres nagymester

A Nemzetközi Olimpiai Bizottság 1999 óta ismeri el a sakkot, mint olimpiai sportágat. A Nemzetközi Sakkszövetség azóta tagja a Nemzetközi Olimpiai Bizottságnak. A sakkolimpiákat azonban azóta sem az olimpiákkal együtt rendezik.
1924-ben a sakkozók már kísérletet tettek rá, hogy a sakkot fogadják el olimpiai sportágnak. Ez akkor nem sikerült, de az 1924. évi párizsi nyári olimpiai játékokkal párhuzamosan, ugyanott nemzetközi sakkviadalt is szerveztek. Ez volt az első, még nem hivatalos sakkolimpia, amelyen még egyénileg indultak a versenyzők. A következő, még mindig nem hivatalos sakkolimpiára, amely már csapatverseny volt, két évvel később Budapesten került sor (és a házigazda nyerte meg).
Az első hivatalos sakkolimpiát a FIDE szervezte, 1927-ben, Londonban (és ezt is a magyarok nyerték). Ezután a második világháború kitöréséig egy-, vagy kétévente rendezték a sakkolimpiákat. 1950 óta kétévente rendezik.
A Nemzetközi Olimpiai Bizottság tagjaként a FIDE - vitatott módon - ragaszkodik bizonyos olimpiai szabályokhoz, például a doppingtesztekhez. Nem tudni, válhat-e a sakkolimpia egyszer olimpiai eseménnyé.

## A verseny

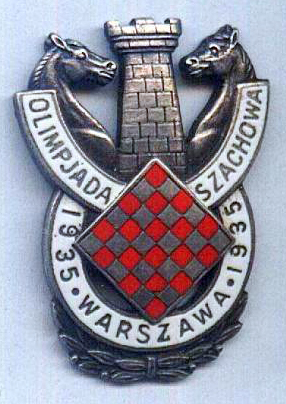
Az 1935-ös varsói olimpia szimbóluma, Jerzy Steifer munkája.

A FIDE összes nemzeti szervezete küldhet egy csapatot az Olimpiára. A tagszervezetek „határai” nem feltétlenül esnek egybe az országok közigazgatási határaival. Például az Egyesült Királyság mind a négy tagországa küldhet csapatot (és külön Guernsey is). Adott esetben egy ország több csapatot is indíthat (például a házigazda ország három csapatot is indíthat.)
A csapatok sokáig hattagúak voltak: négy alapjátékos és két tartalék, a 2008-as drezdai olimpia óta azonban csapatonként már csak egy tartalék szerepelhet.
Kezdetben kiemeléses alapon csoportosították a résztvevőket, 1976 óta azonban a verseny svájci rendszerű.
A verseny fődíja a Hamilton-Russell-Kupa, amit az első hivatalos, 1927-es sakkolimpiára ajánlott fel a névadó mágnás. A kupa a következő versenyig a győztes csapatnál marad. A női kupát az első női világbajnokról, Vera Menchikről nevezték el.

## Férfi (illetve „nyílt”) versenyek
| Év   | Esemény                                                                         | Helyszín         | Arany              | Ezüst                  | Bronz                   | Magyar helyezés |
| ---- | ------------------------------------------------------------------------------- | ---------------- | ------------------ | ---------------------- | ----------------------- | --------------- |
| 1924 | Első még nem hivatalos Sakkolimpia (egyéni)                                     | Párizs           | Csehszlovákia 31   | Magyarország 30        | Svájc 29                | 2.              |
| 1926 | Második még nem hivatalos Sakkolimpia Már csapatverseny; a FIDE találkozó része | Budapest         | Magyarország 9     | Jugoszlávia 8          | Románia 5               | 1.              |
| 1927 | 1. hivatalos Sakkolimpia                                                        | London           | Magyarország 40    | Dánia 38,5             | Anglia 36,5             | 1.              |
| 1928 | 2. hivatalos Sakkolimpia                                                        | Hága             | Magyarország 44    | USA 39,5               | Lengyelország 37        | 1.              |
| 1930 | 3. hivatalos Sakkolimpia                                                        | Hamburg          | Lengyelország 48,5 | Magyarország 47        | Németország 44,5        | 2.              |
| 1931 | 4. hivatalos Sakkolimpia                                                        | Prága            | USA 48             | Lengyelország 47       | Csehszlovákia 46,5      | 10.             |
| 1933 | 5. hivatalos Sakkolimpia                                                        | Folkestone       | USA 39             | Csehszlovákia 37,5     | Svédország 34           | 5.              |
| 1935 | 6. hivatalos Sakkolimpia                                                        | Varsó            | USA 54             | Svédország 52,5        | Lengyelország 52        | 4.              |
| 1936 | 3. nem hivatalos Sakkolimpia non-FIDE unofficial Chess Olympiad                 | München          | Magyarország 110,5 | Lengyelország 108      | Németország 106,5       | 1.              |
| 1937 | 7. hivatalos Sakkolimpia                                                        | Stockholm        | USA 54,5           | Magyarország 48,5      | Lengyelország 47        | 2.              |
| 1939 | 8. hivatalos Sakkolimpia                                                        | Buenos Aires     | Németország 36     | Lengyelország 35,5     | Észtország 33,5         | –               |
| 1950 | 9. hivatalos Sakkolimpia                                                        | Dubrovnik        | Jugoszlávia 45,5   | Argentína 43,5         | Nyugat-Németország 40,5 | –               |
| 1952 | 10. hivatalos Sakkolimpia                                                       | Helsinki         | Szovjetunió 21     | Argentína 19,5         | Jugoszlávia 19          | 6.              |
| 1954 | 11. hivatalos Sakkolimpia                                                       | Amszterdam       | Szovjetunió 34     | Argentína 27           | Jugoszlávia 26,5        | 6.              |
| 1956 | 12. hivatalos Sakkolimpia                                                       | Moszkva          | Szovjetunió 31     | Jugoszlávia 26,5       | Magyarország 26,5       | 3.              |
| 1958 | 13. hivatalos Sakkolimpia                                                       | München          | Szovjetunió 34,5   | Jugoszlávia 29         | Argentína 25,5          | 13.             |
| 1960 | 14. hivatalos Sakkolimpia                                                       | Lipcse           | Szovjetunió 34     | USA 29                 | Jugoszlávia 27          | 4.              |
| 1962 | 15. hivatalos Sakkolimpia                                                       | Várna            | Szovjetunió 31,5   | Jugoszlávia 28         | Argentína 26            | 5.              |
| 1964 | 16. hivatalos Sakkolimpia                                                       | Tel-Aviv         | Szovjetunió 36,5   | Jugoszlávia 32         | Nyugat-Németország 30,5 | 4.              |
| 1966 | 17. hivatalos Sakkolimpia                                                       | Havanna          | Szovjetunió 39,5   | USA 34,5               | Magyarország 33,5       | 3.              |
| 1968 | 18. hivatalos Sakkolimpia                                                       | Lugano           | Szovjetunió 39,5   | Jugoszlávia 31         | Bulgária 30             | 6.              |
| 1970 | 19. hivatalos Sakkolimpia                                                       | Siegen           | Szovjetunió 27,5   | Magyarország 26,5      | Jugoszlávia 26          | 2.              |
| 1972 | 20. hivatalos Sakkolimpia                                                       | Szkopje          | Szovjetunió 42     | Magyarország 40,5      | Jugoszlávia 38          | 2.              |
| 1974 | 21. hivatalos Sakkolimpia                                                       | Nizza            | Szovjetunió 46     | Jugoszlávia 37,5       | USA 36,5                | 6.              |
| 1976 | 22. hivatalos Sakkolimpia *                                                     | Haifa            | USA 37             | Hollandia 36,5         | Anglia 35,5             | –               |
| 1976 | Anti-Izraeli Sakkolimpia                                                        | Tripoli          | El Salvador        | Tunézia                | Pakisztán               | –               |
| 1978 | 23. hivatalos Sakkolimpia                                                       | Buenos Aires     | Magyarország 37    | Szovjetunió 36         | USA 35                  | 1.              |
| 1980 | 24. hivatalos Sakkolimpia                                                       | Valletta         | Szovjetunió 39     | Magyarország 39        | USA 35                  | 2.              |
| 1982 | 25. hivatalos Sakkolimpia                                                       | Luzern           | Szovjetunió 42,5   | Csehszlovákia 36       | USA 35                  | 5.              |
| 1984 | 26. hivatalos Sakkolimpia                                                       | Szaloniki        | Szovjetunió 41     | Anglia 37              | USA 35                  | 4.              |
| 1986 | 27. hivatalos Sakkolimpia                                                       | Dubaj            | Szovjetunió 40     | Anglia 39              | USA 38                  | 4.              |
| 1988 | 28. hivatalos Sakkolimpia                                                       | Szaloniki        | Szovjetunió 40,5   | Anglia 34,5            | Hollandia 34,5          | 5.              |
| 1990 | 29. hivatalos Sakkolimpia                                                       | Újvidék          | Szovjetunió 39     | USA 35,5               | Anglia 35,5             | 17.             |
| 1992 | 30. hivatalos Sakkolimpia                                                       | Manila           | Oroszország 39     | Üzbegisztán 35         | Örményország 34,5       | 17.             |
| 1994 | 31. hivatalos Sakkolimpia                                                       | Moszkva          | Oroszország 37,5   | Bosznia/Hercegovina 35 | Oroszország II 34,5     | 8.              |
| 1996 | 32. hivatalos Sakkolimpia                                                       | Jereván          | Oroszország 38,5   | Ukrajna 35             | USA 34                  | 18.             |
| 1998 | 33. hivatalos Sakkolimpia                                                       | Eliszta          | Oroszország 35,5   | USA 34,5               | Ukrajna 32,5            | 9.              |
| 2000 | 34. hivatalos Sakkolimpia                                                       | Isztambul        | Oroszország 38     | Németország 37         | Ukrajna 35,5            | 4.              |
| 2002 | 35. hivatalos Sakkolimpia                                                       | Bled             | Oroszország 38,5   | Magyarország 37,5      | Örményország 35         | 2.              |
| 2004 | 36. hivatalos Sakkolimpia                                                       | Calvià           | Ukrajna 39,5       | Oroszország 36,5       | Örményország 36,5       | 31.             |
| 2006 | 37. hivatalos Sakkolimpia                                                       | Torino           | Örményország 36    | Kína 34                | USA 33                  | 5.              |
| 2008 | 38. hivatalos Sakkolimpia                                                       | Drezda           | Örményország 19    | Izrael 18              | USA 17                  | 8.              |
| 2010 | 39. hivatalos Sakkolimpia                                                       | Hanti-Manszijszk | Ukrajna 19         | Oroszország 18         | Izrael 17               | 4.              |
| 2012 | 40. hivatalos Sakkolimpia                                                       | Isztambul        | Örményország 19    | Oroszország 19         | Ukrajna 18              | 9.              |
| 2014 | 41. hivatalos Sakkolimpia                                                       | Tromsø           | Kína 19            | Magyarország 17        | India 17                | 2.              |
| 2016 | 42. hivatalos Sakkolimpia                                                       | Baku             | USA 20             | Ukrajna 20             | Oroszország 18          | 15.             |
| 2018 | 43. hivatalos Sakkolimpia                                                       | Batumi           | Kína 18            | USA 18                 | Oroszország 18          | 18.             |
| 2022 | 44. hivatalos Sakkolimpia                                                       | Csennai          | Üzbegisztán 19     | Örményország 19        | India-2 18              | 8.              |
| 2024 | 45. hivatalos Sakkolimpia                                                       | Budapest         | India 21           | USA 17                 | Üzbegisztán 17          | .               |

* 1976-ban a volt szocialista országok politikai okok miatt nem vettek részt a versenyen.

### A sakkolimpiák nyílt versenyének éremtáblázata
Zárójelben a nemhivatalos sakkolimpiákkal együtt számolt, csapatban szerzett érmek száma
| Helyezés | Ország              | 1. hely | 2. hely | 3. hely | Összesen |
| -------- | ------------------- | ------- | ------- | ------- | -------- |
| 1        | Szovjetunió         | 18      | 1       | 0       | 19       |
| 2        | Egyesült Államok    | 6       | 6       | 9       | 21       |
| 3        | Oroszország         | 6       | 3       | 3       | 12       |
| 4        | Magyarország        | 3(5)    | 7(8)    | 2       | 12(15)   |
| 5        | Örményország        | 3       | 1       | 3       | 7        |
| 6        | Ukrajna             | 2       | 2       | 3       | 7        |
| 7        | Kína                | 2       | 1       | 0       | 3        |
| 8        | Jugoszlávia         | 1       | 6(7)    | 5       | 12       |
| 9        | Lengyelország       | 1       | 2(3)    | 3       | 6        |
| 10       | Németország*        | 1       | 1       | 3(4)    | 5(6)     |
| 11       | Üzbegisztán         | 1       | 1       | 0       | 2        |
| 12       | Anglia              | 0       | 3       | 3       | 6        |
| 13       | Argentína           | 0       | 3       | 2       | 5        |
| 14       | India               | 0       | 0       | 2       | 2        |
| 15       | Csehszlovákia       | 0(1)    | 2       | 1       | 3(4)     |
| 16       | Hollandia           | 0       | 1       | 1       | 2        |
| 16       | Svédország          | 0       | 1       | 1       | 2        |
| 16       | Izrael              | 0       | 1       | 1       | 2        |
| 19       | Bosznia-Hercegovina | 0       | 1       | 0       | 1        |
| 19       | Dánia               | 0       | 1       | 0       | 1        |
| 21       | Bulgária            | 0       | 0       | 1       | 1        |
| 21       | Észtország          | 0       | 0       | 1       | 1        |

* A volt NSZK és NDK eredményei együttesen itt szerepelnek.

### Legjobb egyéni teljesítmények

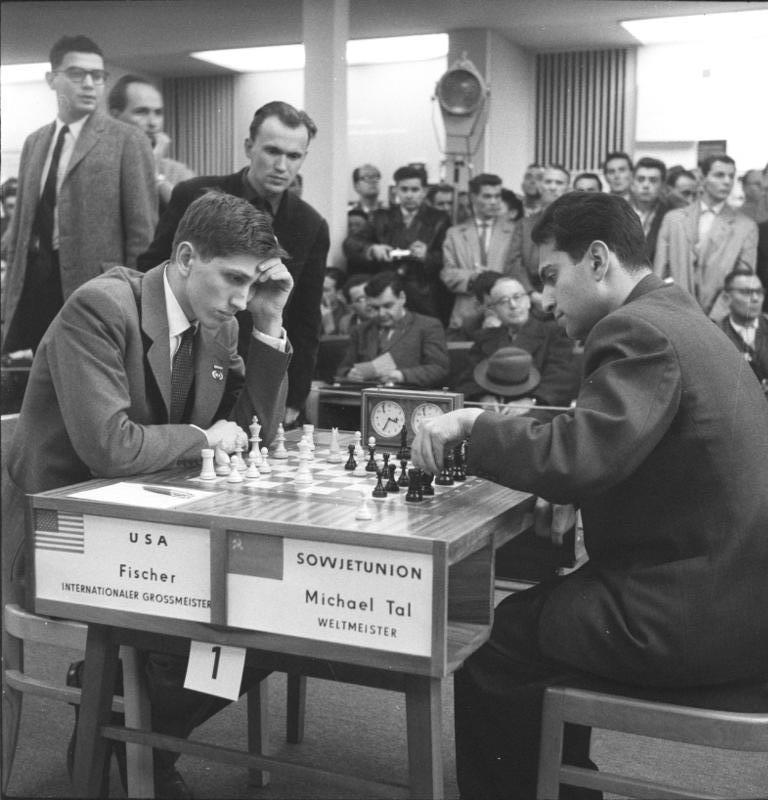
Bobby Fischer (a kép bal oldalán) és Mihails Tāls az 1960-as lipcsei sakkolimpián

| #  | Játékos                | Ország           | Olimp. | Játszmák | Nyert | Döntetlen | Vesztett | %    | Érmek     |
| -- | ---------------------- | ---------------- | ------ | -------- | ----- | --------- | -------- | ---- | --------- |
| 1  | Mihails Tāls           | Szovjetunió      | 8      | 101      | 65    | 34        | 2        | 81,2 | 5 - 2 - 0 |
| 2  | Anatolij Karpov        | Szovjetunió      | 6      | 68       | 43    | 23        | 2        | 80,1 | 3 - 1 - 0 |
| 3  | Tigran Petroszján      | Szovjetunió      | 10     | 129      | 78    | 50        | 1        | 79,8 | 6 - 0 - 0 |
| 4  | Isaac Kashdan          | Egyesült Államok | 5      | 79       | 52    | 22        | 5        | 79,7 | 2 - 1 - 2 |
| 5  | Vaszilij Szmiszlov     | Szovjetunió      | 9      | 113      | 69    | 42        | 2        | 79,6 | 4 - 2 - 2 |
| 6  | David Bronstejn        | Szovjetunió      | 4      | 49       | 30    | 18        | 1        | 79,6 | 3 - 1 - 0 |
| 7  | Garri Kaszparov        | Szovjetunió (1)  | 8      | 82       | 50    | 29        | 3        | 78,7 | 7 - 2 - 2 |
| 8  | Alekszandr Aljechin    | Franciaország    | 5      | 72       | 43    | 27        | 2        | 78,5 | 2 - 2 - 0 |
| 9  | Milan Matulović        | Jugoszlávia      | 6      | 78       | 46    | 28        | 4        | 76,9 | 1 - 2 - 0 |
| 10 | Paul Keres             | Szovjetunió (2)  | 10     | 141      | 85    | 44        | 12       | 75,9 | 5 - 1 - 1 |
| 11 | Efim Geller            | Szovjetunió      | 7      | 76       | 46    | 23        | 7        | 75,6 | 3 - 3 - 0 |
| 12 | James Tarjan           | Egyesült Államok | 5      | 51       | 32    | 13        | 6        | 75,5 | 2 - 0 - 1 |
| 13 | Israel Albert Horowitz | Egyesült Államok | 4      | 51       | 29    | 19        | 3        | 75,5 | 2 - 0 - 0 |
| 14 | Bobby Fischer          | Egyesült Államok | 4      | 65       | 40    | 18        | 7        | 75,4 | 0 - 2 - 1 |
| 15 | Mihail Botvinnik       | Szovjetunió      | 6      | 73       | 39    | 31        | 3        | 74,7 | 2 - 1 - 2 |
| 16 | Salo Flohr             | Csehszlovákia    | 7      | 82       | 46    | 28        | 8        | 73,2 | 2 - 1 - 1 |
| 17 | Szergej Karjakin       | Oroszország (3)  | 7      | 66       | 33    | 30        | 3        | 72,7 | 2 - 0 - 1 |
| 18 | Lev Polugajevszkij     | Szovjetunió      | 7      | 76       | 36    | 35        | 4        | 71,7 | 0 - 3 - 1 |
| 19 | Teodor Regedziński     | Lengyelország    | 4      | 46       | 26    | 14        | 6        | 71,7 | 0 - 1 - 2 |
| 20 | Mustafa Yilmaz         | Törökország      | 5      | 44       | 23    | 17        | 4        | 71,6 | 0 - 0 - 0 |

#### Megjegyzés
- Az adatok az OlimpBase adatbázisa alapján
- Csak a legalább négy olimpián részt vett játékosok szerepelnek a listán.
- Az érmek oszlop csak az egyéni érmeket tartalmazzák (a csapatérmek nélkül), arany-ezüst-bronz sorrendben.
- (1) Kaszparov első négy olimpiáján szovjet, a többin orosz színekben játszott. Négy aranyat a legjobb Élő-pont teljesítményért kapta (ezt a fajta érmet Szalonikiben vezették be 1984-ben), hármat pedig a legmagasabb elsőtáblás pontszámért.
- (2) Keresz első három olimpiáján Észtországot képviselte, a többin a Szovjetuniót.
- (3) Karjakin első három olimpiáján Ukrajna színeiben, a többin Oroszország színeiben játszott.

| #  | Játékos             | Ország                      | Olimp. | Játszmák | Nyert | Döntetlen | Vesztett | Pont  | Csapat érmek | Egyéni érmek |
| -- | ------------------- | --------------------------- | ------ | -------- | ----- | --------- | -------- | ----- | ------------ | ------------ |
| 1  | Portisch Lajos      | Magyarország                | 20     | 260      | 121   | 111       | 28       | 176,5 | 1 - 3 - 2    | 0 - 2 - 3    |
| 2  | Eugenio Torre       | Fülöp-szigetek              | 23     | 270      | 103   | 124       | 43       | 165   | 0 - 0 - 0    | 0 - 0 - 4    |
| 3  | Miguel Najdorf      | Lengyelország · Argentína   | 14     | 222      | 93    | 104       | 25       | 145   | 0 - 4 - 3    | 3 - 1 - 0    |
| 4  | Szvetozar Gligorić  | Jugoszlávia                 | 15     | 223      | 88    | 109       | 26       | 142,5 | 1 - 6 - 5    | 1 - 0 - 0    |
| 5  | Viktor Korcsnoj     | Szovjetunió · Svájc         | 17     | 211      | 93    | 96        | 22       | 141   | 6 - 0 - 0    | 4 - 0 - 3    |
| 6  | William Hook        | Brit Virgin-szigetek        | 17     | 235      | 117   | 46        | 72       | 140   | 0 - 0 - 0    | 1 - 1 - 0    |
| 7  | Heikki Westerinen   | Finnország                  | 19     | 238      | 93    | 81        | 64       | 133,5 | 0 - 0 - 0    | 0 - 1 - 1    |
| 8  | Lubomir Ftáčnik     | Csehszlovákia · Szlovákia   | 18     | 223      | 67    | 126       | 30       | 130   | 0 - 1 - 0    | 0 - 0 - 0    |
| 9  | Florin Gheorghiu    | Románia                     | 14     | 214      | 67    | 125       | 22       | 129,5 | 0 - 0 - 0    | 0 - 0 - 0    |
| 10 | Vlastimil Hort      | Csehszlovákia · Németország | 14     | 197      | 80    | 91        | 26       | 125,5 | 0 - 1 - 0    | 0 - 1 - 1    |
| 11 | Wolfgang Unzicker   | NSZK                        | 13     | 206      | 69    | 110       | 27       | 124   | 0 - 0 - 2    | 1 - 0 - 0    |
| 12 | Gideon Ståhlberg    | Svédország                  | 13     | 200      | 74    | 96        | 30       | 122   | 0 - 1 - 1    | 0 - 1 - 1    |
| 13 | Borislav Ivkov      | Jugoszlávia                 | 12     | 171      | 82    | 76        | 13       | 120   | 0 - 6 - 4    | 2 - 1 - 1    |
| 14 | Ulf Andersson       | Svédország                  | 16     | 193      | 58    | 119       | 16       | 117,5 | 0 - 0 - 0    | 0 - 0 - 1    |
| 15 | Miroslav Filip      | Csehszlovákia               | 12     | 194      | 62    | 104       | 28       | 114   | 0 - 0 - 0    | 0 - 0 - 0    |
| 16 | Vaszil Ivancsuk     | Oroszország · Ukrajna       | 15     | 171      | 66    | 92        | 13       | 112,0 | 4 - 1 - 3    | 1 - 1 - 3    |
| 17 | Wolfgang Uhlmann    | NDK                         | 11     | 175      | 69    | 83        | 23       | 110,5 | 0 - 0 - 0    | 1 - 0 - 1    |
| 18 | Slim Bouaziz        | Tunézia                     | 16     | 206      | 60    | 97        | 49       | 108,5 | 0 - 0 - 0    | 0 - 0 - 0    |
| 19 | Paul Keres          | Észtország · Szovjetunió    | 10     | 141      | 85    | 44        | 12       | 107   | 7 - 0 - 1    | 5 - 1 - 1    |
| 20 | Wlodzimierz Schmidt | Lengyelország               | 14     | 184      | 57    | 95        | 32       | 104,5 | 0 - 0 - 0    | 0 - 0 - 0    |

- Az adatok az OlimpBase adatbázisa alapján

## Női sakkolimpiák
A női sakkolimpiákat a FIDE 1957 óta rendezi meg, eleinte külön a férfi sakkolimpiától, más helyszínen tartották. A női sakkolimpia megrendezése kétévenkénti rendszerességgel 1972-től vált, és 1976-tól a hagyományos férfi (nyílt) sakkolimpiával egyidejűleg, és ugyanazon a helyszínen rendezik meg.
A versenyek történetében a legtöbb aranyérmet a Szovjetunió szerezte, felbomlása után Kína, Grúzia, Magyarország és Ukrajna végzett az élen. Az utóbbi két sakkolimpiát Kína nyerte.

### Eredmények
| Év   | Esemény              | Helyszín                        | Arany           | Ezüst                        | Bronz                        | Magyar helyezés |
| ---- | -------------------- | ------------------------------- | --------------- | ---------------------------- | ---------------------------- | --------------- |
| 1957 | 1. női sakkolimpia   | Emmen, Hollandia                | Szovjetunió 10½ | Románia 10½                  | NDK 10                       | 4.              |
| 1963 | 2. női sakkolimpia   | Split Jugoszlávia               | Szovjetunió 25  | Jugoszlávia 24½              | NDK 21                       | 6.              |
| 1966 | 3. női sakkolimpia   | NSZK, Oberhausen                | Szovjetunió 22  | Románia 20½                  | NDK 17                       | 7.              |
| 1969 | 4. női sakkolimpia   | Lublin, Lengyelország           | Szovjetunió 26  | Magyarország 20½             | Csehszlovákia 19             | 2.              |
| 1972 | 5. női sakkolimpia   | Szkopje, Jugoszlávia            | Szovjetunió 11½ | Románia 8                    | Magyarország 8               | 3.              |
| 1974 | 6. női sakkolimpia   | Medellín, Kolumbia              | Szovjetunió 13½ | Románia 13½                  | Bulgária 13                  | 4.              |
| 1976 | 7. női sakkolimpia * | Haifa, Izrael                   | Izrael 17       | Anglia 11½                   | Spanyolország 11½            | –               |
| 1978 | 8. női sakkolimpia   | Buenos Aires, Argentína         | Szovjetunió 16  | Magyarország 11              | NSZK 11                      | 2.              |
| 1980 | 9. női sakkolimpia   | Valletta, Málta                 | Szovjetunió 32½ | Magyarország 32              | Lengyelország 26½            | 2.              |
| 1982 | 10. női sakkolimpia  | Luzern, Svájc                   | Szovjetunió 33  | Románia 30                   | Magyarország 26              | 3.              |
| 1984 | 11. női sakkolimpia  | Szaloniki, Görögország          | Szovjetunió 32  | Bulgária 27½                 | Románia 27                   | 6.              |
| 1986 | 12. női sakkolimpia  | Dubaj, Egyesült Arab Emirátusok | Szovjetunió 33½ | Magyarország 29              | Románia 28                   | 2.              |
| 1988 | 13. női sakkolimpia  | Szaloniki, Görögország          | Magyarország 33 | Szovjetunió 32½              | Jugoszlávia 28½              | 1.              |
| 1990 | 14. női sakkolimpia  | Újvidék, Jugoszlávia            | Magyarország 35 | Szovjetunió 35               | Kína 29                      | 1.              |
| 1992 | 15. női sakkolimpia  | Fülöp-szigetek, Manila          | Grúzia 30½      | Ukrajna 29                   | Kína 28½                     | 4.              |
| 1994 | 16. női sakkolimpia  | Moszkva, Oroszország            | Grúzia 32       | Magyarország 31              | Kína 27                      | 2.              |
| 1996 | 17. női sakkolimpia  | Jereván, Örményország           | Grúzia 30       | Kína 28½                     | Oroszország 28½              | 5.              |
| 1998 | 18. női sakkolimpia  | Eliszta, Oroszország            | Kína 29         | Oroszország 27               | Grúzia 27                    | 8.              |
| 2000 | 19. női sakkolimpia  | Isztambul, Törökország          | Kína 32         | Grúzia 31                    | Oroszország 28½              | 7.              |
| 2002 | 20. női sakkolimpia  | Bled Szlovénia                  | Kína 29½        | Oroszország 29½              | Lengyelország 28             | 5.              |
| 2004 | 21. női sakkolimpia  | Calvià, Spanyolország           | Kína 31         | Amerikai Egyesült Államok 28 | Oroszország 27½              | 6.              |
| 2006 | 22. női sakkolimpia  | Torino, Olaszország             | Ukrajna 29½     | Oroszország 28               | Kína 27½                     | 5.              |
| 2008 | 23. női sakkolimpia  | Drezda, Németország             | Grúzia 18       | Ukrajna 18                   | Amerikai Egyesült Államok 17 | 14.             |
| 2010 | 24. női sakkolimpia  | Hanti-Manszijszk, Oroszország   | Oroszország 22  | Kína 18                      | Grúzia 16                    | 15.             |
| 2012 | 25. női sakkolimpia  | Isztambul, Törökország          | Oroszország 19  | Kína 19                      | Ukrajna 18                   | 17.             |
| 2014 | 26. női sakkolimpia  | Tromsø, Norvégia                | Oroszország 20  | Kína 18                      | Ukrajna 18                   | 45.             |
| 2016 | 27. női sakkolimpia  | Baku, Azerbajdzsán              | Kína 20         | Lengyelország 17             | Ukrajna 17                   | 16.             |
| 2018 | 28. női sakkolimpia  | Batumi, Grúzia                  | Kína 18         | Ukrajna 18                   | Grúzia 17                    | 5.              |
| 2022 | 29. női sakkolimpia  | Csennai, India                  | Ukrajna 18      | Grúzia 18                    | India 17                     | 11.             |
| 2024 | 30. női sakkolimpia  | Budapest, Magyarország          | India 19        | Kazahsztán 18                | USA 17                       |                 |

* 1976-ban Szovjetunió és a szocialista országok politikai okokból nem vettek részt a sakkolimpián.

### Éremtáblázat
A csapatérmek száma
| Hely. | Ország        | 1. hely | 2. hely | 3. hely | Összesen |
| ----- | ------------- | ------- | ------- | ------- | -------- |
| 1.    | Szovjetunió   | 11      | 2       | 0       | 13       |
| 2.    | Kína          | 6       | 4       | 4       | 14       |
| 3.    | Grúzia        | 4       | 2       | 3       | 9        |
| 4.    | Oroszország   | 3       | 3       | 3       | 9        |
| 5.    | Magyarország  | 2       | 5       | 2       | 9        |
| 6.    | Ukrajna       | 2       | 3       | 3       | 8        |
| 7.    | Izrael        | 1       | 0       | 0       | 1        |
| 8.    | Románia       | 0       | 5       | 2       | 7        |
| 9.    | Lengyelország | 0       | 1       | 2       | 3        |
| 10.   | Jugoszlávia   | 0       | 1       | 1       | 2        |
| 10.   | Bulgária      | 0       | 1       | 1       | 2        |
| 10.   | USA           | 0       | 1       | 1       | 2        |
| 13.   | Anglia        | 0       | 1       | 0       | 1        |
| 14.   | Németország*  | 0       | 0       | 4       | 4        |
| 15.   | Csehszlovákia | 0       | 0       | 1       | 1        |
| 15.   | Spanyolország | 0       | 0       | 1       | 1        |
| 15.   | India         | 0       | 0       | 1       | 1        |

* A korábbi NDK és NSZK eredményei is itt szerepelnek.

### Legjobb egyéni teljesítmények
| #  | Játékos               | Ország                                   | Olimp. | Játszmák | Nyert | Döntetlen | Vesztett | %    | Érmek     |
| -- | --------------------- | ---------------------------------------- | ------ | -------- | ----- | --------- | -------- | ---- | --------- |
| 1  | Nona Gaprindasvili    | Szovjetunió · Grúzia                     | 12     | 128      | 94    | 26        | 8        | 83,6 | 9 - 3 - 1 |
| 2  | Nagyezsda Koszinceva  | Oroszország                              | 5      | 51       | 36    | 13        | 2        | 83,3 | 4 - 0 - 0 |
| 3  | Polgár Zsófia         | Magyarország                             | 4      | 48       | 32    | 13        | 3        | 80,2 | 3 - 0 - 1 |
| 4  | Pia Cramling          | Svédország                               | 8      | 96       | 60    | 33        | 3        | 79,7 | 2 - 3 - 3 |
| 5  | Vang Lej              | Kína                                     | 4      | 32       | 21    | 8         | 3        | 78,1 | 2 - 0 - 0 |
| 6  | Polgár Zsuzsa         | Magyarország · Amerikai Egyesült Államok | 4      | 56       | 31    | 25        | 0        | 77,7 | 2 - 2 - 3 |
| 7  | Ketevan Arakhamia     | Szovjetunió · Grúzia · Skócia            | 7      | 74       | 48    | 18        | 8        | 77,0 | 3 - 0 - 2 |
| 8  | Nana Alekszandria     | Szovjetunió                              | 6      | 54       | 35    | 12        | 7        | 75,9 | 4 - 0 - 0 |
| 9  | Csao Hszüe            | Kína                                     | 7      | 80       | 48    | 23        | 9        | 74,4 | 5 - 0 - 1 |
| 10 | Eman Hassane Al-Rufei | Irak                                     | 6      | 58       | 36    | 12        | 9        | 72,4 | 1 - 2 - 0 |

#### Megjegyzés
- Az adatok az OlimpBase adatbázisa alapján
- Csak a legalább négy olimpián részt vett játékosok szerepelnek a listán.
- Az érmek oszlop csak az egyéni érmeket tartalmazzák (a csapatérmek nélkül), arany-ezüst-bronz sorrendben.

| #  | Játékos               | Ország                 | Olimp. | Játszmák | Nyert | Döntetlen | Vesztett | Pont  | Csapat érmek | Egyéni érmek |
| -- | --------------------- | ---------------------- | ------ | -------- | ----- | --------- | -------- | ----- | ------------ | ------------ |
| 1  | Maia Csiburdanidze    | Szovjetunió · Grúzia   | 15     | 167      | 89    | 73        | 5        | 125,5 | 9 - 3 - 1    | 5 - 2 - 6    |
| 2  | Margarita Voiska      | Bulgária               | 19     | 197      | 78    | 77        | 42       | 116,5 | 0 - 1 - 0    | 0 - 0 - 0    |
| 3  | Tatjana Lemacsko      | Bulgária · Svájc       | 15     | 174      | 87    | 55        | 32       | 114,5 | 0 - 0 - 1    | 1 - 1 - 2    |
| 4  | Nona Gaprindasvili    | Szovjetunió · Grúzia   | 12     | 128      | 94    | 26        | 8        | 107   | 11 - 1 - 0   | 9 - 3 - 1    |
| 5  | Barbara Hund          | Németország · Svájc    | 14     | 158      | 67    | 62        | 29       | 98    | 0 - 0 - 1    | 0 - 1 - 3    |
| 6  | Nieves García Vicente | Spanyolország          | 15     | 171      | 59    | 77        | 35       | 97,5  | 0 - 0 - 1    | 0 - 1 - 0    |
| 7  | Marina Pogorevici     | Románia · Görögország  | 14     | 168      | 73    | 49        | 46       | 97,5  | 0 - 1 - 0    | 0 - 0 - 1    |
| 8  | Mádl Ildikó           | Magyarország           | 14     | 150      | 63    | 63        | 24       | 94,5  | 2 - 2 - 0    | 0 - 0 - 2    |
| 9  | Jana Malypetrova      | Csehszlovákia · Anglia | 15     | 161      | 63    | 60        | 38       | 93    | 0 - 0 - 0    | 0 - 2 - 0    |
| 10 | Nava Shterenberg      | Kanada                 | 12     | 141      | 71    | 41        | 29       | 91,5  | 0 - 0 - 0    | 1 - 0 - 1    |

- Az adatok az OlimpBase adatbázisa alapján

## A magyar sakkozók éremtáblázata
A táblázat a hivatalos és nemhivatalos sakkolimpiákon csapatban és az egyéni teljesítmény alapján szerzett érmeket egyaránt tartalmazza. A nemhivatalos sakkolimpiákon szerzett érmek a nyert érem száma után zárójelben vannak feltüntetve.
A magyar színekben versenyzők összesen 184 sakkolimpiai érmet nyertek, ebből 59 arany, 81 ezüst és 44 bronz. 5 aranyéremmel négy magyar sakkozó büszkélkedhet, akik közül Polgár Judit és Polgár Zsófia mind az ötöt hivatalos olimpián nyerte, míg Steiner Endre és Vajda Árpád az ötből hármat nemhivatalos olimpián nyert.
A legtöbb sakkolimpiai éremmel, 11-gyel Portisch Lajos, Ivánka Mária és Verőci Zsuzsa, valamint ha beszámítjuk az amerikai válogatottban szerzett érmeit is, akkor Polgár Zsuzsa rendelkezik.
| Helyezés | Versenyző              | 1. hely (csapat+egyéni) | 2. hely (csapat+egyéni) | 3. hely (csapat+egyéni) | Összesen (csapat+egyéni) |
| -------- | ---------------------- | ----------------------- | ----------------------- | ----------------------- | ------------------------ |
| 1)       | Polgár Judit           | 5 (2+3)                 | 2 (2+0)                 | 1 (0+1)                 | 8 (4+4)                  |
| 2)       | Steiner Endre          | 5 (5(3)+0)              | 3 (2+1)                 | 0                       | 8 (7(3)+1)               |
| 3)       | Polgár Zsófia          | 5 (2+3)                 | 1 (1+0)                 | 1 (0+1)                 | 7 (3+4)                  |
| 4)       | Vajda Árpád            | 5 (5(3)+0)              | 2 (2+0)                 | 1 (0+1(1))              | 8 (7(3)+1(1))            |
| 5)       | Havasi Kornél          | 4 (4(2)+0)              | 3 (2+1)                 | 1 (0+1(1))              | 8 (6(2)+2(1))            |
| 6)       | Polgár Zsuzsa          | 3 (2+1)                 | 2 (1+1)                 | 3 (0+3)                 | 8 (3+5)                  |
| 7)       | Csom István            | 2 (1+1)                 | 4 (3+1)                 | 0                       | 6 (4+2)                  |
| 8)       | Szabó László           | 2 (1(1)+1(1))           | 3 (1+2)                 | 3 (2+1)                 | 8 (4(1)+4(1))            |
| 9)       | Mádl Ildikó            | 2 (2+0)                 | 2 (2+0)                 | 2 (0+2)                 | 6 (4+2)                  |
| 10)      | Barcza Gedeon          | 2 (1(1)+1)              | 1 (0+1)                 | 2 (1+1)                 | 5 (2(1)+3)               |
| 11)      | Lilienthal Andor       | 2 (0+2)                 | 1 (1+0)                 | 0                       | 3 (1+2)                  |
| 12)      | Maróczy Géza           | 2 (2(1)+0)              | 1 (1+0)                 | 0                       | 3 (3+0)                  |
| 13)      | Nagy Géza              | 2 (2+0)                 | 0                       | 0                       | 2 (2+0)                  |
| 14)      | Ivánka Mária           | 1 (0+1 )                | 6 (4+2)                 | 4 (2+2)                 | 11 (6+5)                 |
| 15)      | Portisch Lajos         | 1 (1+0)                 | 5 (3+2)                 | 5 (2+3)                 | 11 (6+5)                 |
| 16)      | Ribli Zoltán           | 1 (1+0)                 | 3 (3+0)                 | 0                       | 4 (4+0)                  |
| 17-18)   | Forintos Győző         | 1 (0+1)                 | 2 (2+0)                 | 1 (1+0)                 | 4 (3+1)                  |
| 17-18)   | Sax Gyula              | 1 (1+0)                 | 2 (2+0)                 | 1 (0+1)                 | 4 (3+1)                  |
| 19)      | Lékó Péter             | 1 (0+1)                 | 2 (2+0)                 | 0                       | 3 (2+1)                  |
| 20)      | Steiner Lajos          | 1 (1(1)+0)              | 1 (0+1(1))              | 1 (0+1)                 | 3 (1+2)                  |
| 21)      | Pintér József          | 1 (0+1)                 | 1 (1+0)                 | 0                       | 2 (1+1)                  |
| 22)      | Sterk Károly           | 1 (1(1)+0)              | 1 (1(1)+0)              | 0                       | 2 (2(2)+0)               |
| 23-24)   | Bárczay László         | 1 (0+1)                 | 0                       | 1 (1+0)                 | 2 (1+1)                  |
| 23-24)   | Balogh János           | 1 (1(1)+0)              | 0                       | 1 (0+1(1))              | 2 (1(1)+1(1))            |
| 25-32)   | Adorján András         | 1 (1+0)                 | 0                       | 0                       | 1 (1+0)                  |
| 25-32)   | Vadász László          | 1 (1+0)                 | 0                       | 0                       | 1 (1+0)                  |
| 25-32)   | Vajda Szidónia         | 1 (0+1)                 | 0                       | 0                       | 1 (0+1)                  |
| 25-32)   | Bakonyi Elek           | 1 (1(1)+0)              | 0                       | 0                       | 1 (1(1)+0)               |
| 25-32)   | Négyesy György         | 1 (1(1)+0)              | 0                       | 0                       | 1 (1(1)+0)               |
| 25-32)   | Zinner Sándor          | 1 (1(1)+0)              | 0                       | 0                       | 1 (1(1)+0)               |
| 25-32)   | Gereben Ernő           | 1 (1(1)+0)              | 0                       | 0                       | 1 (1(1)+0)               |
| 25-32)   | Kóródy Keresztély Imre | 1 (1(1)+0)              | 0                       | 0                       | 1 (1(1)+0)               |
| 33)      | Verőci Zsuzsa          | 0                       | 7 (4+3)                 | 4 (2+2)                 | 11 (6+5)                 |
| 34)      | Bilek István           | 0                       | 4 (2+2)                 | 2 (1+1)                 | 6 (3+3)                  |
| 35)      | Almási Zoltán          | 0                       | 4 (2+2)                 | 0                       | 4 (2+2)                  |
| 36-37)   | Porubszky Mária        | 0                       | 2 (1+1)                 | 1 (1+0)                 | 3 (2+1)                  |
| 36-37)   | Csonkics Tünde         | 0                       | 2 (2+0)                 | 1 (1+0)                 | 3 (3+0)                  |
| 38)      | Balogh Csaba           | 0                       | 2 (1+1)                 | 0                       | 2 (1+1)                  |
| 39)      | Lengyel Levente        | 0                       | 1 (1+0)                 | 2 (1+1)                 | 3 (2+1)                  |
| 40)      | Bilek Istvánné         | 0                       | 1 (0+1)                 | 1 (1+0)                 | 2 (1+1)                  |
| 41-51)   | Takács Sándor          | 0                       | 1 (1+0)                 | 0                       | 1 (1+0)                  |
| 41-51)   | Faragó Iván            | 0                       | 1 (1+0)                 | 0                       | 1 (1+0)                  |
| 41-51)   | Gyimesi Zoltán         | 0                       | 1 (1+0)                 | 0                       | 1 (1+0)                  |
| 41-51)   | Ruck Róbert            | 0                       | 1 (1+0)                 | 0                       | 1 (1+0)                  |
| 41-51)   | Ács Péter              | 0                       | 1 (1+0)                 | 0                       | 1 (1+0)                  |
| 41-51)   | Rapport Richárd        | 0                       | 1 (1+0)                 | 0                       | 1 (1+0)                  |
| 41-51)   | Honfi Károlyné         | 0                       | 1 (1+0)                 | 0                       | 1 (1+0)                  |
| 41-51)   | Makai Zsuzsa           | 0                       | 1 (1+0)                 | 0                       | 1 (1+0)                  |
| 41-51)   | Kas Rita               | 0                       | 1 (1+0)                 | 0                       | 1 (1+0)                  |
| 41-51)   | Grosch Mária           | 0                       | 1 (1+0)                 | 0                       | 1 (1+0)                  |
| 41-51)   | Hoang Thanh Trang      | 0                       | 1 (0+1)                 | 0                       | 1 (0+1)                  |
| 52-56)   | Benkő Pál              | 0                       | 0                       | 1 (1+0)                 | 1 (1+0)                  |
| 52-56)   | Szilágyi György        | 0                       | 0                       | 1 (1+0)                 | 1 (1+0)                  |
| 52-56)   | Bély Miklós            | 0                       | 0                       | 1 (1+0)                 | 1 (1+0)                  |
| 52-56)   | Kluger Gyula           | 0                       | 0                       | 1 (0+1)                 | 1 (0+1)                  |
| 52-56)   | Berkes Ferenc          | 0                       | 0                       | 1 (0+1)                 | 1 (0+1)                  |
| 52-56)   | Gara Anita             | 0                       | 0                       | 1 (0+1)                 | 1 (0+1)                  |